# کوشد
کوشد (به مجاری:  Kosd) یک شهرداری در مجارستان است که در ناحیه واتس واقع شده‌است. کوشد ۳۴٫۰۷ کیلومتر مربع مساحت و ۲٬۴۹۹ نفر جمعیت دارد.